# Лира Грабул
Лира Грабуловска-Грабул (на македонска литературна норма: Лира Грабуловска-Грабул) е известна костюмографка от Република Македония.

## Биография
Родена е в Скопие, тогава в Югославия. Нейни родители са скулпторите Йордан Грабуловски и Искра Грабуловска. Завършва Факултета по приложни изкуства в Белград, специалност „Костюмография“.
Преподава в специалност „Моден дизайн“ в същото училище и в Института за текстилно инженерство, „Костюмография“ във Факултета за драматични изкуства, а от 2007 г. и в Университета по аудио-визуални изкуства (ESRA) в Париж.
Нейната слава идва от многобройните ревюта, изложби и костюми за спектакли, които е правила. Има множество изложби, както в Република Македония, така и в чужбина.